# Alpine Ski-Juniorenweltmeisterschaften 1983
Die 2. Alpinen Ski-Juniorenweltmeisterschaften fanden vom 3. bis 5. März 1983 im italienischen Sestriere statt.

## Männer

### Abfahrt
| Platz | Land | Sportler                | Zeit (min) |
| ----- | ---- | ----------------------- | ---------- |
| 1     | FRA  | Luc Alphand             | 1:24,24    |
| 2     | AUT  | Günther Schwaiger       | 1:24,94    |
| 3     | AUT  | Siegfried Stürzenbecher | 1:25,16    |
| 4     | FRA  | Jean-Luc Crétier        | 1:25,33    |
| 5     | AUT  | Rudolf Stocker          | 1:25,96    |
| 6     | AUT  | Konrad Walk             | 1:26,05    |

Datum: 3. März

### Riesenslalom
| Platz | Land | Sportler           | Zeit (min) |
| ----- | ---- | ------------------ | ---------- |
| 1     | SWE  | Johan Wallner      | 2:15,25    |
| 2     | SWE  | Magnus Berg        | 2:15,98    |
| 3     | YUG  | Rok Petrovič       | 2:16,12    |
| 4     | URS  | Alexander Kostroma | 2:17,32    |
| 5     | YUG  | Tomaž Čižman       | 2:17,46    |
| 6     | YUG  | Luka Knifič        | 2:17,98    |

Datum: 5. März

### Slalom
| Platz | Land | Sportler             | Zeit (min) |
| ----- | ---- | -------------------- | ---------- |
| 1     | YUG  | Rok Petrovič         | 1:36,81    |
| 2     | SWE  | Magnus Berg          | 1:37,26    |
| 3     | URS  | Leonid Melnikow      | 1:37,54    |
| 4     | AUT  | Thomas Stangassinger | 1:38,06    |
| 5     | NOR  | Henrick Smith Meyer  | 1:38,34    |
| 6     | JPN  | Tetsuya Okabe        | 1:38,59    |

Datum: 4. März

### Kombination
| Platz | Land | Sportler         |
| ----- | ---- | ---------------- |
| 1     | URS  | Leonid Melnikow  |
| 2     | FRA  | Luc Alphand      |
| 3     | YUG  | Tomaž Čižman     |
| 4     | FRA  | Jean-Luc Crétier |
| 5     | FRA  | Didier Allamand  |
| 6     | NOR  | Holje Tefre      |

Datum: 3./5. März
Die Kombination bestand aus der Addition der Ergebnisse aus Abfahrt, Riesenslalom und Slalom.

## Frauen

### Abfahrt
| Platz | Land | Sportler            | Zeit (min) |
| ----- | ---- | ------------------- | ---------- |
| 1     | FRG  | Marina Kiehl        | 1:32,49    |
| 2     | FRG  | Michaela Gerg       | 1:32,65    |
| 3     | AUT  | Katharina Gutensohn | 1:32,87    |
| 4     | SUI  | Michela Figini      | 1:32,92    |
| 5     | FRA  | Hélène Barbier      | 1:33,81    |
| 6     | FRA  | Miriam Difant       | 1:33,85    |

Datum: 3. März

### Riesenslalom
| Platz | Land | Sportler           | Zeit (min) |
| ----- | ---- | ------------------ | ---------- |
| 1     | FRG  | Michaela Gerg      | 2:16,79    |
| 2     | FRA  | Hélène Barbier     | 2:18,07    |
| 3     | SUI  | Michela Figini     | 2:18,68    |
| 4     | FRG  | Marina Kiehl       | 2:18,91    |
| 5     | TCH  | Alexandra Mařasová | 2:19,04    |
| 6     | ITA  | Fulvia Stevenin    | 2:19,07    |

Datum: 4. März

### Slalom
| Platz | Land | Sportler             | Zeit (min) |
| ----- | ---- | -------------------- | ---------- |
| 1     | ITA  | Fulvia Stevenin      | 1:38,46    |
| 2     | TCH  | Alexandra Mařasová   | 1:38,66    |
| 3     | AUT  | Ida Ladstätter       | 1:39,11    |
| 4     | YUG  | Alenka Mavec         | 1:39,88    |
| 5     | ITA  | Nadia Bonfini        | 1:40,62    |
| 6     | ITA  | Nicoletta Merighetti | 1:40,68    |

Datum: 5. März

### Kombination
| Platz | Land | Sportler            |
| ----- | ---- | ------------------- |
| 1     | FRG  | Michaela Gerg       |
| 2     | AUT  | Katharina Gutensohn |
| 3     | SUI  | Michela Figini      |

Datum: 3./5. März
Die Kombination bestand aus der Addition der Ergebnisse aus Abfahrt, Riesenslalom und Slalom.

## Medaillenspiegel
| Platz | Land             | Gold | Silber | Bronze | Gesamt |
| ----- | ---------------- | ---- | ------ | ------ | ------ |
| 1     | BR Deutschland   | 3    | 1      | –      | 4      |
| 2     | Frankreich       | 1    | 2      | –      | 3      |
| 2     | Schweden         | 1    | 2      | –      | 3      |
| 4     | Jugoslawien      | 1    | –      | 2      | 3      |
| 5     | Sowjetunion      | 1    | –      | 1      | 2      |
| 6     | Italien          | 1    | –      | –      | 1      |
| 7     | Österreich       | –    | 2      | 3      | 5      |
| 8     | Tschechoslowakei | –    | 1      | –      | 1      |
| 9     | Schweiz          | –    | –      | 2      | 2      |